# Stay on These Roads (nummer)
Stay on These Roads is een nummer van de Noorse band A-ha uit 1988. Het is de tweede single van hun gelijknamige derde studioalbum.
"Stay on These Roads" is een rustig popnummer, dat aan het eind wat meer de kant van de rock opgaat. Het nummer werd een grote hit in Europa en scoorde de nummer 1-positie in Noorwegen, het thuisland van A-ha. In de Nederlandse Top 40 schopte het nummer het tot de 8e positie, en in de Vlaamse Radio 2 Top 30 tot de 10e.